# عبد الرب نشتر
سردار عبد الرب نشتر (13 يونيو 1899 – 14 فبراير 1958)؛ (بالبشتو: سردار عبد الرب نښتر) كان ناشطًا في رابطة مسلمي عموم الهند، وزعيمًا وناشطًا في حركة باكستان، وسياسي في مقاطعة الحدود الشمالية الغربية (حاليًا خيبر باختونخوا).
تولى قيادة حزب الرابطة الإسلامية من 1956 إلى 1958، وحققت الرابطة نتائج جيدة في باكستان الغربية في انتخابات عام 1959 المخطط لها، لكنه مات قبل ذلك.

## روابط خارجية
- عبد الرب نشتر على موقع مونزينجر (الألمانية)